# 72 Animais Perigosos: Ásia
72 Animais Perigosos: Ásia é um documentário australiano de 2018 que explora os animais mais mortais da Ásia, e outros lugares da Eurásia, estrelado por Bob Brisbane, Bryan Grieg Fry e Romulus Whitaker.

## Premissa
72 Animais Perigosos: Ásia explora os 72 animais mais mortais da Ásia competindo pelo título definitivo de Animal Mais Perigoso da Ásia. Apresenta entrevistas com especialistas em vida selvagem e sobreviventes de ataques.

## Elenco
- Bob Brisbane
- Bryan Grieg Fritar
- Rômulo Whitaker
- Paulo Rosolie
- Jamie Seymour
- Jonathan Jovem
- Warren Savary
- Boone Smith
- Gregório Erickson
- Richard Fitzpatrick
- Subarai Rajathurai
- Luiz A. Rocha
- Deepak Shimkhada
- Wong Siew Te

## Episódios
Abaixo estão as espécies mostradas no programa, em ordem de aparição e a posição que obtiveram no episódio de acordo com sua potencial ameaça aos humanos.

### Salve-se quem puder
- Rinoceronte asiático (3º lugar)
- Leopardo (1º lugar)
- Centopeia gigante asiática (5º lugar)
- Orangotango (6º lugar)
- Ouriço-da-flor tóxica (4º lugar)
- Víbora áspide (2º lugar)

### Garras e dentes
- Águia-real (4º lugar)
- Caranguejo-dos-coqueiros (5º lugar)
- Tubarão mako, Tubarão cabeça chata e Tubarão tigre (2º lugar)
- Aranha camelo (6º lugar)
- Urso do sol (3º lugar)
- Crocodilo marinho (1º lugar)

### Guerra química
- Slow lóris (Lóris lento) (7º lugar)
- Rato-preto (2º lugar)
- Escorpião do deserto (3º lugar)
- Naja indiana (1º lugar)
- Sapo venenoso (sapo comum asiático) (5º lugar)
- Potó (Besouro rove) (6º lugar)
- Arraia (4º lugar)

### Fato ou mitos mortais
- Macaco Langur (4º lugar)
- Tigre (1º lugar)
- Aranha Joro (7º lugar)
- Gavial da malásia (3º lugar)
- Formiga asiática (6º lugar)
- Lontra (5º lugar)
- Cobra-real (2º lugar)

### Assassinos acidentais
- Búfalo asiático (2º lugar)
- Agulhão (6º lugar)
- Caranguejo tóxico (4º lugar)
- Crocodilo persa (3º lugar)
- Água viva Cubozoa (1º lugar)
- Píton reticulada (5º lugar)

### Belos e dolorosos
- Caramujo do cone (3º lugar)
- Urso negro asiático (2º lugar)
- Panda-vermelho (7º lugar)
- Cobra-coral azul da Malásia (4º lugar)
- Lince eurasiático (5º lugar)
- Elefante asiático (Elefante) (1º lugar)
- Peixe-leão vermelho (6º lugar)

### A Estrada Menos Percorrida
- Leão (Leão asiático) (3º lugar)
- Dragão de Komodo (1º lugar)
- Arraia elétrica (7º lugar)
- Chacal (Chacal dourado) (4º lugar)
- Glutão (6º lugar)
- Peixe-gato listrado (5º lugar)
- Urso pardo (2º lugar)

### Selva urbana
- Javali (5º lugar)
- Cão de rua (cães livres) (Cães selvagens) (2º lugar)
- Baiacu (6º lugar)
- Escorpião vermelho-indiano (4º lugar)
- Mosquito tigre asiático (1º lugar)
- Krait comum (3º lugar)

### Pode vir que eu luto
- Lobo (Lobo cinzento) (3º lugar)
- Peixe-pedra (2º lugar)
- Porco-espinho (7º lugar)
- Urso Beiçudo (1º lugar)
- Gibão (5º lugar)
- Leopardo-das-neves (6º lugar)
- Tarântula (4º lugar)

### Ousados e brutais
- Ratel africano (4º lugar)
- Víbora Russell (1º lugar)
- Peixe gatilho palhaço (6º lugar)
- Macaco Rhesus (Macaco) (3º lugar)
- Iaque (5º lugar)
- Polvo de anéis azuis (2º lugar)

### Grandes, listrados e bicudos!
- Moreia gigante (4º lugar)
- Gauro (2º lugar)
- Laticauda colubrina (3º lugar)
- Escorpião da malásia (7º lugar)
- Gavial (6º lugar)
- Peixe de bico (5º lugar)
- Vespa gigante asiática (1º lugar)

### Finalistas mais temíveis
11- Dragão de Komodo
10- Vespa gigante asiática
9- Urso Beiçudo
8- Mosquito tigre asiático
7- Leopardo
6- Tigre
5- Elefante asiático
4- Naja indiana
3- Crocodilo marinho
2- Víbora Russel
1- Água viva Cubozoa
Ordem de execução:
1 - Leopardo (7º)
2 - Dragão de Komodo (11º)
3 - Elefante asiático (Elefante) (5º)
4 - Urso Beiçudo (9º)
5 - Naja indiana (4º)
6 - Vespa gigante asiática (10º)
Contagem regressiva dos concorrentes não finalistas
7 - Tigre (6º)
8 - Crocodilo marinho (3º)
9 - Mosquito tigre asiático (8º)
10 - Água viva Cubozoa (1º)
11 - Víbora Russell (2ª)

## Estreia
Foi lançado em 10 de agosto de 2018, no streaming da Netflix.